# Xenofrea anoreina
Xenofrea anoreina là một loài bọ cánh cứng trong họ Cerambycidae.